# Ашкенашка синагога у Сарајеву
Ашкенашка синагога у Сарајеву је синагога у Сарајеву.
Изграђена је 1902. године. Облик тог храма је изграђен са угаоним куполама на високим тамбурима, а пресвучен је плитком декоративном пластиком у псеудомаурском стилу (историцизам арапског стила Шпаније и северне Африке). Налази се недалеко од Латинске ћуприје (бивши Принципов мост) и Дрвеније, на левој обали Миљацке. Изграђена је по пројекту Карла Паржика из Чешке. 
У ратовима 1992-95 по распаду Југославије синагога је тешко страдала.
Поред ашкенашке синагоге постојала је сефардска синагога Ил Кал Гранде, изграђена 1932. године, која је била највећа синагога Југославије, која је уништена 1941. године.